# Pedace
Pedace község (comune) Olaszország Calabria régiójában, Cosenza megyében.

## Fekvése
A megye központi részén fekszik. Határai: Aprigliano, Casole Bruzio, Cosenza, Pietrafitta, San Giovanni in Fiore, Serra Pedace és Spezzano Piccolo.

## Története
A települést a 9. században alapították a szaracén portyázások elől menekülő cosenzai lakosok.
2017. május 5-e óta az újonnan alapított Casali del Manco közösségének része.

## Népessége
A népesség számának alakulása:

## Főbb látnivalói
- Santa Maria dell’Addolorata-templom
- San Francesco alla Verna-templom
- Santi Pietro e Paolo-templom
- Santa Maria di Monte Oliveto-templom
- Santa Maria Assunta-templom

## Közlekedés
1916-tól a településnek vasútállomása van. 